# Bretońska Partia Autonomiczna
Bretońska Partia Autonomiczna (fr. Parti Autonomiste Breton, PAB; bret. Strollad Emrenerien Vreiz) – bretońskie ugrupowanie polityczne działające na przełomie lat. 20. i 30. XX wieku.
Partia została utworzona w grudniu 1927 r. podczas I kongresu nacjonalistycznego pisma "Breiz Atao" w Rosporden. Bazowała na członkach młodzieżowej organizacji Unvaniez Yaouankiz Vreiz. Do założycieli należeli m.in. Olier Mordrel, Morvan Marchal i Maurice Duhamel. Ten ostatni stanął na czele PAB, zaś sekretarzem generalnym został Yann Brickler. Partia przyjęła charakter lewicowy i federalny. Dążyła do nawiązania sojuszu z Francuską Partią Komunistyczną, popierającą wówczas walkę mniejszości narodowych z rządem francuskim. W sierpniu 1928 r. na II kongresie PAB w Châteaulin wydano proklamację, mówiącą, że Bretończycy powinni mieć prawo do samookreślenia. W 1929 r. na III kongresie w Douarnenez M. Durhamel ogłosił manifest programowy partii. W wyborach samorządowych w 1930 r. w Guingamp został wystawiony jako kandydat PAB Goulven Mazéas, ale zdobył jedynie 376 głosów. Z kolei kandydatura w Rennes uzyskała 81 głosów. Kompletnie nieudana kampania wyborcza zrujnowała finanse partii. Nie udało się doprowadzić do połączenia z katolicką partią Adsao. François Debeauvais zaproponował wydawanie co tydzień pisma pod nazwą "Le Peuple Breton", ale zabrakło na to funduszy. W tej sytuacji doszło do konfliktów w łonie partii między zwolennikami opcji federalistycznej i separatystycznej. Ostatecznie na kongresie w kwietniu 1931 r. PAB rozpadła się. Federaliści, wśród których byli Morvan Marchal, Yann-Morvan Gefflot, Goulven Mazéas, René-Yves Creston, utworzyli Bretońską Ligę Federalistyczną. Z kolei separatyści (m.in. O. Mordrel i F. Debeauvais) powołali Bretońską Partię Narodową, której organem prasowym zostało pismo "Breiz Atao".